# Wilfried Richter
Wilfried Richter (* 9. Mai 1936 in Berlin) ist ein deutscher Diplomat im Ruhestand.

## Leben
1959 legte er die erste juristische Staatsprüfung ab und trat in den Vorbereitungsdienst für den höheren Auswärtigen Dienst ein. Nach der Laufbahnprüfung wurde er in Bonn, Guatemala-Stadt, nächst dem UNO-Hauptquartier und in Madrid beschäftigt. Anschließend wurde er wieder in Bonn und in Kairo beschäftigt. Von 1988 bis 1991 hatte er Exequatur als Generalkonsul in São Paulo. Von 1992 bis 1994 war er Botschafter in Lissabon. Von 11. Mai 1995 bis 1999 war er Beauftragter für Lateinamerikapolitik und von 1999 bis 2002 war er Botschafter in Caracas.